# Суботній вечір (фільм)
«Суботній вечір» (груз. «შაბათ საღამო») — радянський комедійний короткометражний художній фільм, знятий кіностудією «Грузія-фільм» у 1975 році. Друга новела з циклу короткометражних телефільмів Резо Габріадзе про веселі пригоди трьох друзів — дорожніх майстрів (див. «Парі»). Випускався на VHS виданням «Майстер тейп» в серії «Короткометражних фільмів Резо Габріадзе».

## Сюжет
Абессалом і Гігла посварилися з Бесо і після тривалої пробіжки по горах спробували втекти від нього на старенькому «Запорожці». Але Бесо не дав їм виїхати: він підняв легкий автомобіль за задній бампер і тримав його на собі більше доби. Наступного дня Абессалом і Гігла садять в машину стареньку бабусю, яка йшла на базар, і Бесо, не витримавши вагу, був змушений опустити «Запорожець» на землю. Проте, він швидко наздогнав машину, яка застрягла з усіма трьома пасажирами в багнюці. Після того, як Гігла зізнався, що саме він обізвав Бесо, друзі миряться і намагаються втрьох витягнути з багна «Запорожець» зі старенькою за кермом. Але, як тільки машина була витягнута з трясовини — вона сама заводиться, і старенька за кермом випадково їде від Абессалома, Бесо і Гігли геть, а трійці доводиться гнатися вже за нею.

## У ролях
- Кахі Кавсадзе — Бесо (Віссаріон)
- Баадур Цуладзе — Гігла
- Гіві Берікашвілі — Абессалом

## Знімальна група
- Режисер — Рамаз Шарабідзе
- Сценарист — Реваз Габріадзе
- Оператор — Ігор Амасійський
- Композитор — Джансуг Кахідзе
- Художник — Дмитро Еріставі